# 悪魔の赤ちゃん
『悪魔の赤ちゃん』（原題: It's Alive!）は、1974年にアメリカのラーコ・プロが製作したホラー映画。2008年にジョゼフ・ラスナック監督、ビジュー・フィリップス主演により『ダニエル/悪魔の赤ちゃん』としてリメイクされた。

## キャスト
- ジョン・P・ライアン
- シャロン・ファレル
- アンドリュー・ダガン
- ガイ・ストックウェル
- マイケル・アンサラ

## DVD
現在、3作ともDVD発売中。この内、2と3は珍しい両面1層のメディアに収録され、A面に2、B面に3が収録される。